# Abur írás
Az abur (komiul: анбур) vagy ópermi a komi nyelv írására használt legrégebbi írásrendszer.

## Története
Az írást az orosz származású, de a térítő munkája során komiul is megtanult permi Szent István (Стефан Пермский, vagy eredeti nevén Sztyepan Hrap – Степан Храп)  alkotta meg az 1300-as évek végén, cirill és görög betűk, valamint komi törzsi jelek alapján. Az abur elnevezés az első két betű, az an és a bur nevéből származik. 
Az írás fokozatosan elvesztette jelentőségét, és a 17. században a cirill ábécé átvette a helyét. 
Az abur emléknapja április 26-án van, ez egyben permi Szent István napja.

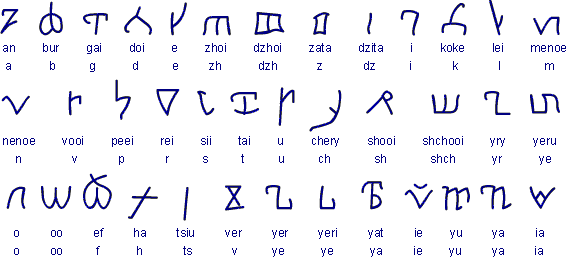